# Ботричело
Ботричѐло (на италиански: Botricello, на местен диалект Votricèdu, Вотричеду) е градче и община в Южна Италия, провинция Катандзаро, регион Калабрия. Разположено е на 19 m надморска височина. Населението на общината е 5023 души (към 2012 г.).